# 鷹頭鸚鵡
，又名紅扇鸚鵡，是鸚形目新世界鸚鵡科鷹頭鸚鵡屬下唯一的鳥類。主要分佈在南美洲的圭亞那、委內瑞拉、哥倫比亞、秘魯、巴西和厄瓜多等地。因被描述為「相當常見」且擁有廣大的分佈範圍，目前其物種狀態被劃為無危。
該物種由瑞典動物學家卡尔·林奈在其1758年的著作《自然系統》第十版以命名，並由德國鳥類學家约翰·格奥尔格·瓦格勒將其獨立為一新屬——鷹頭鸚鵡屬下，為該屬唯一的物種。其中屬名來自希臘語的（意即「脖子」）及（意即「扇子」）。:133而種小名則為拉丁文「像鷹一樣的」之意。:30

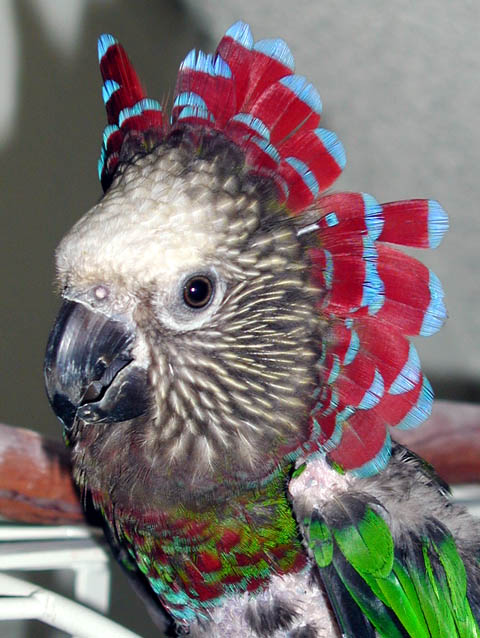
張開頸扇的鷹頭鸚鵡

鷹頭鸚鵡的名稱得自於遠看時的棲息姿態類似於小型猛禽的輪廓。而紅扇的名稱則來自其興奮或緊張時會張開頸部羽毛的行為。其細長的頸部羽毛呈現酒紅色，尖端呈現亮藍色，近看時幾乎不會認錯。上半身呈綠色，下半身則為暗淡的酒紅色及藍色羽緣。
這種鳥類為植食性，以水果、種子、堅果、葉子和嫩芽為食。其體重平均約246.0公克，鳥喙寬平均約20.4公釐、深平均約33.1公釐、嘴峰長平均約37.0公釐；翼長平均約192.7公釐；跗蹠約19.2公釐；尾長約144.0公釐。
這種鳥類可做為寵物鳥飼養，但相對少見。在美國最常被飼養的亞種為D. a. accipitrinus亞種，該亞種又被稱為「Buff-crowned Hawkhead」。

## 外部連結
- 维基共享资源上的相關多媒體資源：鷹頭鸚鵡
- 維基物種上的相關：鷹頭鸚鵡